# Kijūrō Shidehara
Kijūrō Shidehara (japonès: 幣原喜重郎)  (Kadoma, 13 de setembre de 1872 - Tòquio, 10 de març de 1951) va ser un diplomàtic i polític japonès que va exercir com a Primer Ministre del Japó entre 1945 i 1946. Va ser un dels principals defensors del pacifisme al Japó abans i després de la Segona Guerra Mundial.

## Biografia
Shidehara va néixer el 13 de setembre de 1872 a Kadoma, Osaka, en una família rica de pagesos ( gōnō ). El seu germà Taira va ser el primer president de la Universitat Imperial de Taihoku . Shidehara va estudiar a la Universitat Imperial de Tòquio i es va graduar a la Facultat de Dret, on havia estudiat amb Hozumi Nobushige. Després de graduar-se, va trobar un lloc de treball al Ministeri d'Afers Exteriors i va ser enviat com a cònsol a Chemulpo, a Corea, el 1896.
El 1903, Shidehara es va casar amb Masako Iwasaki, que provenia de la família que havia fundat la Mitsubishi zaibatsu. Això el va convertir en cunyat de Katō Takaaki, que també havia estat primer ministre.
L'octubre de 1931, Shidehara va aparèixer a la portada de Time amb el peu de foto "L'home de pau i guerra del Japó".